# Plagiothecium obtusifolium
Plagiothecium obtusifolium là một loài Rêu trong họ Plagiotheciaceae. Loài này được (Turner) J.J. Amann miêu tả khoa học đầu tiên năm 1928.